# Hearables

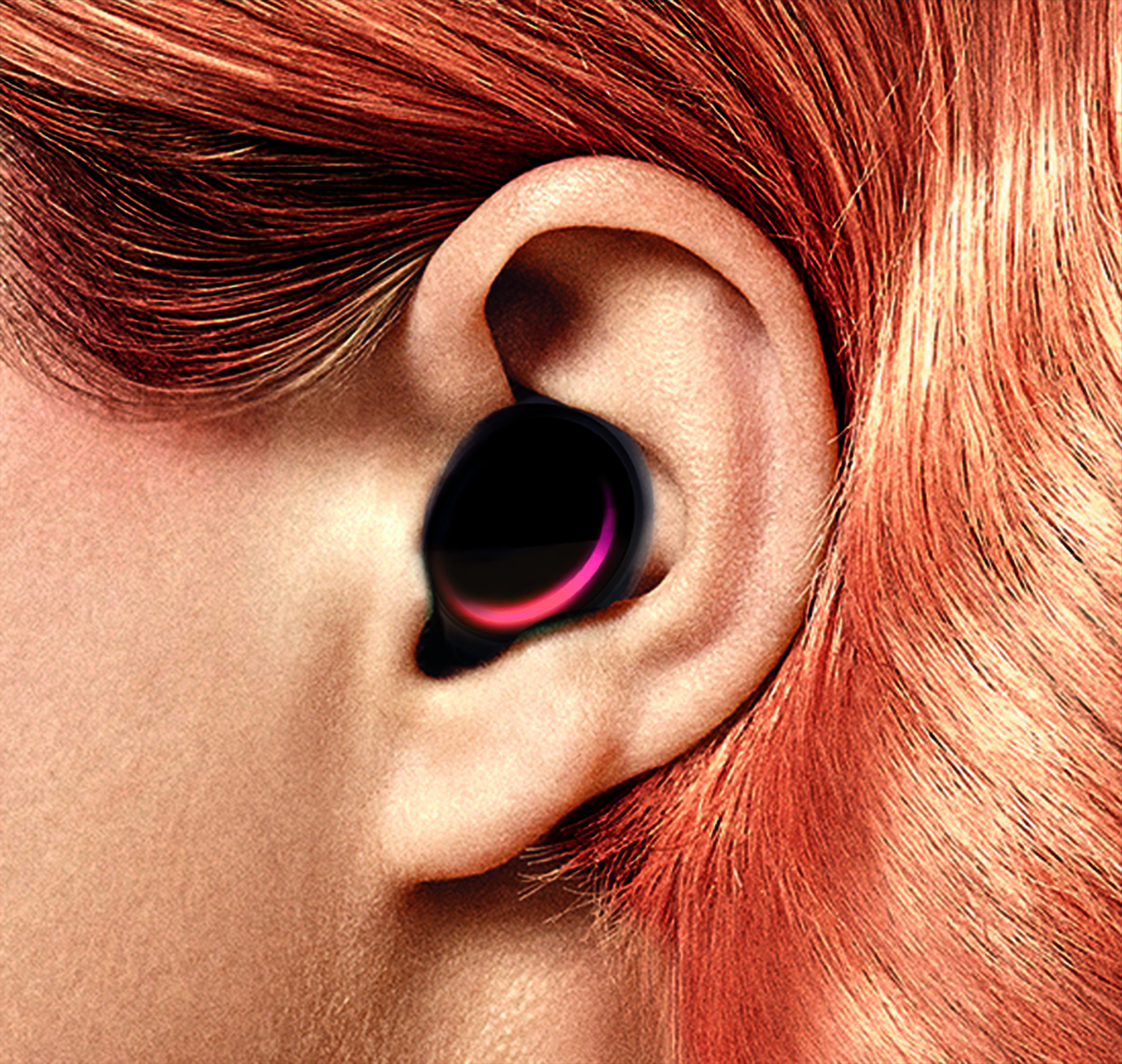
Designstudie zu Hearables

Hearables oder smart headphones (deutsch: smarte Kopfhörer/Ohrhörer) sind Ohrhörer mit zusätzlichen Funktionen, wie etwa einer Drahtlosverbindung zu einem Smartphone oder Sensoren zur medizinischen Überwachung und für Activity Tracking. Hearables sind damit eine Form des Wearable Computing und ermöglichen Augmented Reality.
Die visuelle Ergänzung dazu stellen Smartglasses dar.

## Begriff
Die Wortneuschöpfung „Hearable“ ist eine Verbindung aus „Wearable“ und dem englischen Wort „(to) hear“ für hören. Der Begriff wurde erstmals und gleichzeitig im April 2014 von Apple im Zusammenhang mit dem Kauf von Beats Electronics sowie von dem Produktdesigner Nick Hunn in einem Blogpost geäußert.

## Konzept und Verwendung
Neuere Fortschritte bei der Entwicklung von Hearables zielen darauf ab, eine möglichst breite Palette an Anwendungsmöglichkeiten abzudecken. Übliche Interaktionsmöglichkeiten sind Berührungen, Bewegungen/Gesten oder Sprachsteuerung.
Sie dienen hauptsächlich der mobilen Kommunikation, Echtzeit-Informationsdiensten, dem Medienkonsum und zur Anwendung des Activity- und Gesundheits-Trackings.
Ein wesentlicher Teil der Forschung widmet sich der Umsetzung von Hearables als Hörgeräte, besonders für die zunehmende Anzahl von Senioren, die mit konventionellen Eingabe- und Ausgabe-Geräten wie Tastatur, Maus und Touchscreen Schwierigkeiten haben.
Dies zeigt sich in der Kooperation zwischen der EHIMA (dem europäischen Verband der Hörgerätehersteller) und der Bluetooth Special Interest Group.
Die Europäische Kommission startete Mitte 2013 ein ähnliches Projekt mit einer Laufzeit bis zum Sommer 2016.
Durch den Vertrieb der ersten VR-Brillen im Jahre 2016, kam zunehmendes Interesse an „virtuellem Audio“ oder 3D-Audio auf. Dabei wird ein Audio-Output anhand der physikalischen oder virtuellen Beschaffenheit der Umgebung des Trägers errechnet, um somit einen glaubhaften Raumklang zu erzeugen. Apple führte im September 2020 eine solche Technik unter dem Namen „Spatial Audio“ beim Produkt AirPods Pro ein. Ebenfalls in Entwicklung sind Hearables zur maschinellen Übersetzung von Gesprächen oder mit intelligentem noise-cancelling.